# Digital litteracitet
Digital litteracitet handlar om sociala sammanhang, att med hjälp av kompetenser och färdigheter samt skicklighet att kunna använda sig av nutida kommunikationsformer, producera ett språk via de resurser som finns tillgängliga via exempelvis Internet eller lärplattan.
Digital litteracitet består av en kombination av; praktiska teknologiska färdigheter, förmåga att hitta, analysera och värdera information och att kunna integrera den i olika digitala former, förmåga till problemlösning, att agera säkert och förnuftigt och att kunna kommunicera effektivt.